# Janiodes laverna
Janiodes laverna är en fjärilsart som beskrevs av Druce 1890. Janiodes laverna ingår i släktet Janiodes och familjen påfågelsspinnare. Inga underarter finns listade i Catalogue of Life.

## Bildgalleri

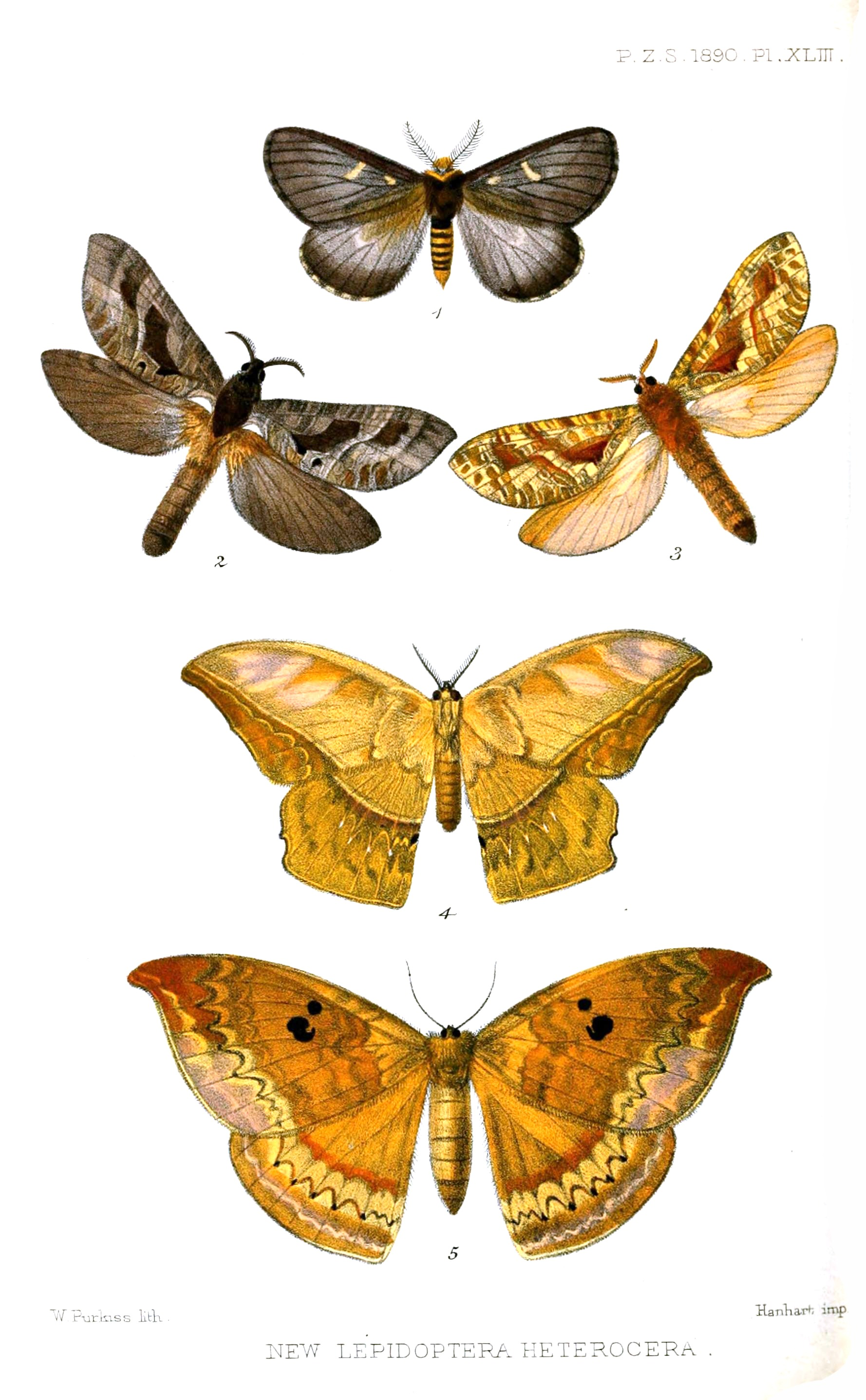